# Mike Dirnt
Mike Dirnt, vlastním jménem Michael Ryan Pritchard (* 4. května 1972, Berkeley, Kalifornie, USA) je basista americké punk rockové skupiny Green Day. Rovněž hraje například ve skupině The Frustrators.
Od páté třídy je jeho nejlepší přítel zpěvák a kytarista (frontman) skupiny Green Day Billie Joe Armstrong. V mládí společně založili skupinu Sweet Children. Poté nahradil bývalého bubeníka Tré Cool a skupina se přejmenovala na Green Day.

## Osobní život
Ze všech svých manželství má tři děti: Estelle Desiree, Brixtona Michaela a Ryana Ruby Mae. V roce 1996 se oženil s Anastasií. Pár se rozvedl v roce 1999. V roce 2004 se oženil Sarou, ale ve stejný rok se rozvedli. 
Od roku 2009 je v manželství s Brittney Cade.
Jeho matka byla závislá na drogách. I to byl jeden z důvodů jeho špatné školní docházky a osobních problémů. Zemřela v roce 2013.
Jeho přezdívka "Dirnt" vznikla na střední škole, když hrál na air-bass a vydával přitom zvuk "Dirnt, dirnt..."